# Franz-Joseph Adelmann
Franz Joseph Adelmann (Würzburg, 24 juli 1787 - 28 december 1868) was een Duitse botanicus, apotheker, hoogleraar aan en rector magnificus van de Rijksuniversiteit Leuven.

## Levensloop
Geboren in een familie die verschillende artsen telde, ondernam hij studies aan de Universiteit van Würzburg. Na de ontbinding van het Franse keizerrijk, kwam hij in de Zuidelijke Nederlanden terecht. Van 1815 tot 1818 was hij hoofdapotheker in het Sint-Elisabethziekenhuis in Antwerpen Hij gaf tevens een cursus botanica aan de École primaire de Médecine. Op 24 maart 1818 werd hij benoemd tot hoogleraar aan de Rijksuniversiteit Leuven. Hij doceerde er mineralogie, zoölogie, vergelijkende anatomie, botanica en plantenfysiologie. Ook nog in 1818 werd hij eredoctor in de faculteit wijsbegeerte van deze universiteit.
Op 24 juli 1818 trad hij in het huwelijk met de tien jaar oudere Marie-Barbe Harbauer, zus van de Leuvense hoogleraar en rector François Joseph Harbauer. Verschillende van zijn collega's traden op als getuige: Jean-Baptiste Van Mons, Franz Jacob Göbel, Jean-Ferdinand Sentelet en Joseph Josse Vandertaelen. In december 1819 werd hun zoon Leofried Adelmann geboren. Ze hadden ook een dochter, wellicht een voorkind, die Pauline Harbauer heette.
Adelmann was verantwoordelijk voor de aanleg en de onderhoud van de botanische tuin van de universiteit. Hij werd hierin gesteund door de tuinman Andreas Donkelaar uit Utrecht. Hij was ook verantwoordelijk voor het aanleggen van een natuurhistorische verzameling. Om dit tot een goed einde te brengen, bezorgde de universiteit hem een secretaris. In 1822-1823 was dit François Cantraine, die later hoogleraar werd aan de Rijksuniversiteit Gent.
Voor de academiejaren 1828-1829 en 1829-1830 was hij rector magnificus van zijn alma mater.
In 1820 werd hij, onder de geleerde bijnaam Kiggelarius lid (Matrikel-Nr. 1173) van de 'Leopoldina', de Duitse academie voor natuurwetenschappers. 
Na de Belgische Revolutie van 1830 werd hem het hoogleraarschap onmiddellijk ontnomen. Hij vestigde zich opnieuw in Würzburg en bleef er tot aan zijn overlijden wonen. Het is niet bekend of hij, net zoals zijn collega Franz Jacob Göbel, een afscheidsvergoeding ontving.

## Publicatie
- Elenchus Plantarum Horti Botanici Lovaniensis, 1823

## Literatur
- Geert VANPAMEL, Adelmann, Franz Joseph (1787-1868)
- Johann Daniel Ferdinand NEIGEBAUR, Geschichte der kaiserlichen Leopoldino-Carolinischen deutschen Akademie der Naturforscher während des zweiten Jahrhunderts ihres Bestehens, Jena, Friedrich Frommann, 1860.
- Werner DETTELBACHER, Die Würzburger Ärztefamilie Adelmann, in: Würzburger Medizinhistorische Mitteilungen, 2004.
- L.O. STANDAERT, École primaire de Médecine te Antwerpen (1804-1849), in: Nieuwe Tijdingen. Informatieblad over Wetenschap en Universiteitsleven in de Regio Antwerpen, 1987.
- Annales Academiae Lovaniensis primi et secundi anni, Brussel, 1821.
- Jan STAES, Jan VANDYCK e.a., Hortus Lovaniensis. Vijf eeuwen plantkunde te Leuven, Leuven, 2004.
- L. MACLEAN De verwerving van de natuurwetenschappelijke verzamelingen te Leuven van 1817 tot 1830, in: Mededelingen uit het seminarie voor geschiedenis van de wiskunde en de natuurwetenschappen aan de Katholieke universiteit te Leuven, 1974.